# Jaume de Porta i Vernet
Jaume de Porta i Vernet   (Reus, 1 de març de 1929) és un paleontòleg català, fill de Josep de Porta Gasull, pagès d'Almoster i Josepa Vernet Vinyes, de l'Aleixar.
Després dels estudis de batxillerat a Reus, es va llicenciar en Ciències Naturals el 1957 a la Universitat de Barcelona i es va doctorar el 1966. L'any 1958 va marxar a Colòmbia, a la ciutat de Bucaramanga, on ensenyava paleontologia a la Facultad de Ingeniería y Petróleos. Després va ser professor de l'Instituto de Ciencias Naturales de Bogotà i director d'estratigrafia del servei geològic de Colòmbia. va tornar a Barcelona el 1968 com a professor de paleontologia d'invertebrats, el tema que més ha treballat. Va ser també un temps catedràtic a Salamanca. De retorn a Barcelona, va dirigir el Departament d'Estratigrafia i Paleontologia a la Universitat de Barcelona.
Ha publicat diversos treballs de la seva especialitat i estudis de geologia i estratigrafia de Colòmbia, i també comunicacions i ponències a congressos internacionals. Jubilat, resideix a Reus.